# Altspanisch
Das Altspanische (spanisch español medieval oder castellano medieval) ist geprägt durch die alfonsinische Ära und den diese Epoche begleitenden Sprachwandel aus den Ursprüngen der kastilischen Sprachbildung, der orígenes del español.
Man datiert diese Sprachepoche zwischen den Jahren 1200 und 1450. Als Zentren dieser Sprachentwicklung gelten Burgos (Ferdinand III.) und später Toledo (Alfons X.).
Aber schon in Texten der Glossen, die im 10. bzw. 11. Jahrhundert in den Klöstern Santo Domingo de Silos und dem San Millán de la Cogolla gefertigt wurden, sind die noch unterschiedlichen Sprachen des Nordens Spaniens, die sich aus dem Vulgärlatein entwickelt hatten, deutlich voneinander abgrenzbar.
So schrieb ein Mönch in San Millán de la Cogolla die Glosas Emilianenses, einen Text auf Westaragonesisch (oder auch Navarro-Aragonesisch), eine Sprache, die sich aus dem Vulgärlatein entwickelt hatte. Die westaragonesische Sprache und die asturisch-leonesische Sprache wurden späterhin beide zunehmend „kastilianisiert“ und gingen in dieser unter der Herrschaft von Alfons X. in das Altspanische auf. In San Millán de la Cogolla lebte und arbeitete überdies hier im 12. und 13. Jahrhundert der Mönch Gonzalo de Berceo (ca. 1198–1264), der als erster bekannter Poet der neuen Volkssprache Kastilisch gilt.
Einer der wichtigsten altspanischen Texte stellt der Cantar de Mio Cid dar, ein Epos eines unbekannten Verfassers, das – inspiriert vom Leben des kastilischen Adligen Rodrigo Díaz de Vivar, genannt El Cid – Leben und Taten eines vorbildlichen Ritters erzählt. Das Epos ist eines der frühesten Werke der spanischen Literatur.

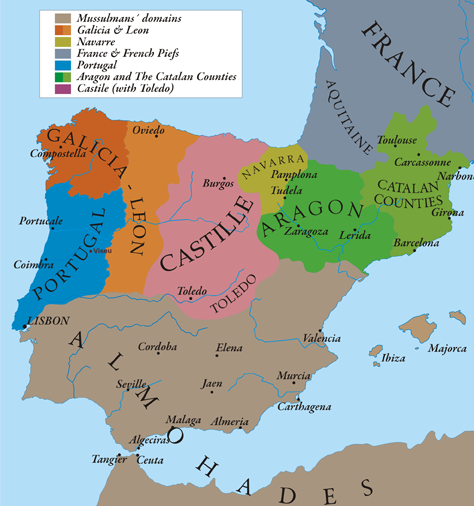
Die Iberische Halbinsel um 1200

## Geschichte der Sprachentstehung
Die Region, in der die kastilische Sprache geographisch ihren Ausgangspunkt nahm, liegt südlich des Kantabrischen Gebirges (spanisch Cordillera Cantábrica oder Sistema Cantábrico), eines Gebirgszugs in Nordspanien, der eine westliche Verlängerung der Pyrenäen darstellt.
Der Name der Region Kastilien wurde erstmals in einer lateinischen Urkunde aus dem Jahr 800 belegt, wo von einer Kirche in territorio Castelle ‚im Burgenland‘ die Rede ist. „Wir haben eine Kirche zu Ehren von St. Maarten, in den Gebieten Patriniano im Gebiet von Kastilien.“ In der Chronik Alfons III. (König von Asturien, 9. Jahrhundert) heißt es: „Die ‚Vardulias‘ sind jetzt ‚Castilla‘ genannt.“ Man führt den Namen der Region auf die vielen Kastelle (lateinisch castella, spanisch castillos) zurück, die dort zum Schutz vor den Berbern und Arabern errichtet worden waren.

### Wortgleichungen zwischen Latein, Altspanisch und dem modernen Spanisch
| Latein                                  | Altspanisch                                           | Modernes Spanisch                             |
| --------------------------------------- | ----------------------------------------------------- | --------------------------------------------- |
| acceptare, captare, effectum, respectum | acetar, catar, efeto, respeto                         | aceptar, captar, efecto, respecto und respeto |
| et, non, nos, hic                       | e, et; non, no; nós; í                                | y, e; no; nosotros; ahí                       |
| stabat; habui, habebat; facere, fecisti | estava; ove, avié; far/fer/fazer, fezist(e)/fizist(e) | estaba; hube, había; hacer, hiciste           |
| hominem, mulier, infantem               | omne/omre/ombre, mugier/muger, ifante                 | hombre, mujer, infante                        |
| cras, mane (maneana); numquam           | cras, man, mañana; nunqua/nunquas                     | mañana, nunca                                 |
| quando, quid, qui (quem), quo modo      | quando, que, qui, commo/cuemo                         | cuando, que, quien, como                      |

Kastilien war im 9. Jahrhundert zunächst eine Grafschaft im Königreich Asturien und später in dessen Nachfolgereich, dem Königreich León. Die Grafen von Kastilien lösten sich im 10. Jahrhundert von der Oberherrschaft des Königs und wurden faktisch unabhängig. 1028 gelangte die Grafschaft in den Besitz des Königs Sancho III. von Navarra. Dessen Sohn Ferdinand I. der Große übernahm 1037 das Königreich León. Er war von 1035 bis 1065 der erste König von León, Kastilien und Galicien aus dem Haus Jiménez. Er trug maßgeblich zum Aufstieg des Königreichs León-Kastilien bei.
Als mit Ferdinand I. ab dem Jahre 1035 dessen Macht und Einfluss wuchs, begann sich auch das Kastilische auszudehnen. Nach und nach absorbierte es zum einen die asturische Sprache und die leonesische Sprache sowie andererseits die aragonesische Sprache, ein Prozess, der erst vor der katalanischen Sprache im Osten und der galicisch-portugiesischen Sprache im Westen Halt machte. So begann sich die avantgardistische Rolle der Kastilier und ihrer Sprache im Verlauf der Repoblación und der Reconquista ab Mitte des 11. Jahrhunderts gegenüber den anderen iberoromanischen Varietäten sukzessive durchzusetzen (siehe Superstrat vs. Substrat).
Beim Tode Ferdinands I. verblieb der Königstitel bei Kastilien, das nun ein Königreich blieb. Ab 1230 bestand dann eine dauerhafte Personalunion zwischen Kastilien und León.
Dann mit Alfons VI. von León kam es durch die Eroberung der alten Westgotenhauptstadt Toledo im Jahr 1085 zu einem wichtigen Ereignis in der Geschichte der spanischen Reconquista (vgl. Islamische Expansion), das den Anspruch des leonesisch-kastilischen Königshauses im Kampf gegen die Berber und Araber untermauerte.
Der in der Gegend um Burgos und Santander gesprochene Dialekt, ein kantabrischer Dialekt, entwickelte sich zum Kastilischen, begleitet von der politischen Vorrangstellung des Königreichs León-Kastilien im Verlauf der Geschichte. Das Kastilische war Teil des Dialektkontinuums, das alle iberoromanischen Varietäten im Norden der Iberischen Halbinsel umfasst. Es bildet neben Galicisch-Portugiesisch, Aragonesisch und Katalanisch eine der fünf bis heute existierenden romanischen Dialektgruppen der Iberischen Halbinsel, die nach heutigem Stand der historisch-vergleichenden romanischen Sprachwissenschaft direkt aus dem örtlich verbreiteten Vulgärlatein hervorgingen.
Diese Dialekte entstanden in einem marginalen Gebiet im äußersten Nordwesten (Kantabrien) der römischen Provinz Hispania Tarraconensis (Hispania citerior), das relativ spät und zunächst unvollständig romanisiert worden war. Unter der Regentschaft des Augustus wurde das Gebiet von den Römern nach langwierigen Feldzügen (Kantabrischer Krieg 29–19 v. Chr.) letztlich okkupiert. Als Grund der römischen Interventionen werden nach römischen Quellen fortwährende Überfälle der Kantabrer auf benachbarte römische Regionen gesehen und deren Versuch, ihren Herrschaftsbereich dabei zu erweitern. Darüber hinaus war das Gebiet der Kantabrer für die Römer auch aufgrund seines Erzreichtums von wirtschaftlichem Interesse, so begannen sie bereits kurz nach der Eroberung unter dem römischen Feldherrn Publius Carisius mit der Ausbeutung von Goldminen (Las Médulas).

## Phonologie – Besonderheiten des Altspanischen
Einige phonologische Besonderheiten bei den Konsonanten sind:
- die stimmlose alveolare Affrikate /⁠ts⁠/: mit dem Buchstaben ç vor den Vokalen a, o, u erfasst, aber mit c vor den Vokalen e und i
- die stimmhafte alveolare Affrikate /⁠dz⁠/: im Buchstaben z repräsentiert
- der stimmlose alveolare Frikativ /⁠s̺⁠/: repräsentiert durch s am Wortanfang oder -ende und vor und nach Konsonanten und durch ss zwischen Vokalen
- der stimmhafte alveolare Frikativ /⁠z⁠/: mit dem Buchstaben s zwischen Vokalen und vor stimmhaften Konsonanten
- der stimmlose postalveolare Frikativ /⁠ʃ⁠/: mit dem Buchstaben x dargestellt
- der stimmhafte postalveolare Frikativ /⁠ʒ⁠/: mit dem Buchstaben j dargestellt, aber auch mit g vor den Vokalen e oder i.

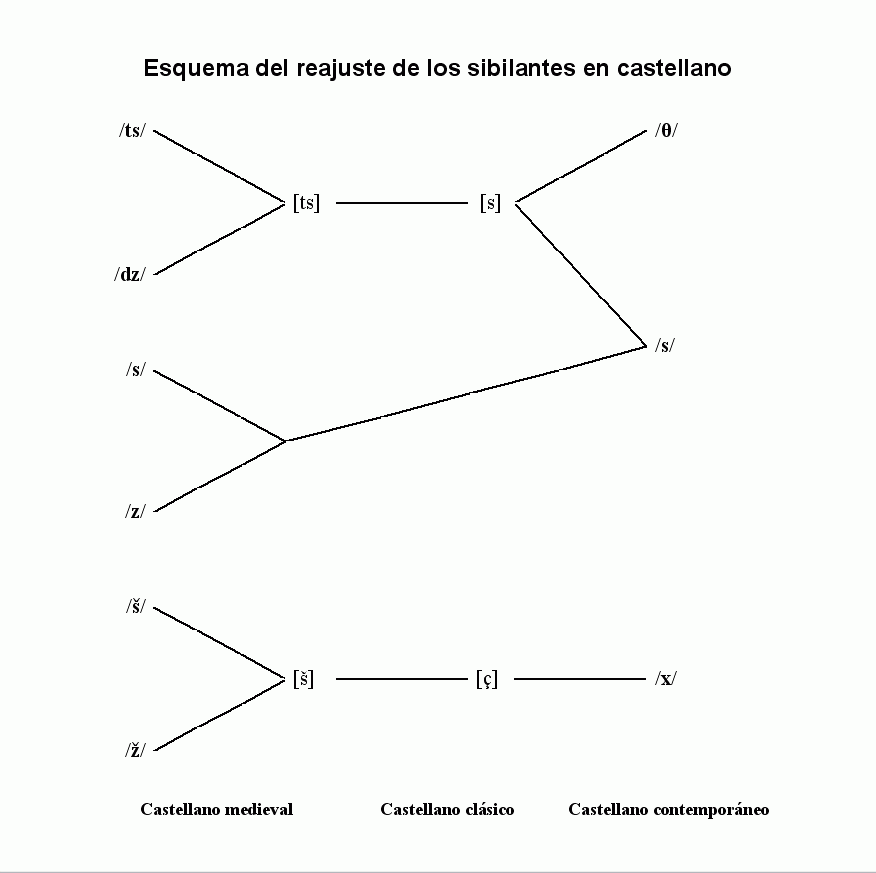
Schema des mittelalterlichen kastilischen Lautwandels. Castellano medieval: Altspanisch, 1200 bis 1450; Castellano clásico: Mittelspanisch, 1450 bis 1650; Castellano contemporáneo: seit 1650.

Das altspanische Vokalsystem:
|                                                              | Anterior – Vorderzungenvokal | Central – Zentralvokal | Posterior – Hinterzungenvokal |
| ------------------------------------------------------------ | ---------------------------- | ---------------------- | ----------------------------- |
| Cerrada – geschlossener Vokal                                | i                            |                        | u                             |
| Semicerrada – gerundeter halbgeschlossener Hinterzungenvokal | e                            |                        | o                             |
| Semiabierta – ungerundeter halboffener Vorderzungenvokal     | *ɛ                           |                        | *ɔ                            |
| Abierta – ungerundeter offener Vorderzungenvokal             |                              | a                      |                               |

## Grammatikalische Besonderheiten

### Pronomen
Das Altspanische, das zu den altromanischen Sprachen zählt, zeigt in seinen Anfängen die obligatorische Nachstellung der klitischen Objektpronomina zum finiten Verb, wenn dieses sich in der Initialposition des Satzes befindet.
Beispiel: Reçibiólo el Çid ‚Der Cid empfing ihn‘ (Cantar de Mio Cid 204; neuspanisch müsste es El Cid lo (bzw. le) recibió heißen).
Das klassische Latein kannte keine klitischen, also gebundene und nicht betonbare, Pronomina. Dort waren alle Pronomina, vergleichbar in der deutschen Sprache, eigenständige Wörter, die frei im Satz an Stelle von Substantiven auftreten konnten. Dann mit der Herausbildung des Vulgärlateins entwickelte sich die Unterscheidung zwischen betonten und unbetonten Formen, wie sie in allen romanischen Sprachen zu finden ist. Es kam zu einer fundamentalen Umstrukturierung des Pronominalsystems, welches in der Folge Ausdruck des grundlegenden Umbaus im syntaktischen System war.
Die Pronomina bildeten zwei Formen aus, die:
- betonten Pronomina,

die allein oder mit einer Präposition zusammen auftreten und sich durch eine relativ freie Stellung im Satz auszeichnen, und die
- unbetonten Pronomina,

die immer direkt beim Verb stehen.
Die betonten Objektpronomina entwickelten sich aus den Deklinationsformen des lateinischen Dativs (indirektes Objektpronomen), die unbetonten Pronomina hingegen aus den Formen des Akkusativs (direktes Objektpronomen).
Man nennt die syntaktische Regel, die diese Pronomen so anordnet, nach ihren Erstbeschreibern auch Tobler-Mussafia-Gesetz. Es gilt als Variante des Wackernagel-Gesetzes.

## Beispieltext Altspanisch modernes Spanisch
Hier wird ein Ausschnitt (Vers 330–365) eines Textes aus dem Cantar de mio Cid wiedergegeben.
–Ya Señor glorioso, Padre que en çielo estás,

Fezist çielo e tierra, el terçero el mar,

Fezist estrellas e luna, e el sol pora escalentar,

Prisist encarnaçión en Santa María madre,

En Beleem apareçist, commo fue tu veluntad,

Pastores te glorificaron, oviéronte a laudare,

Tres reyes de Arabia te vinieron adorar,

Melchior e Gaspar e Baltasar, oro e tus e mirra

Te ofreçieron, commo fue tu veluntad.

Salvest a Jonás quando cayó en la mar,

Salvest a Daniel con los leones en la mala cárçel,

Salvest dentro en Roma al señor San Sabastián,

Salvest a Santa Susaña del falso criminal,

Por tierra andidiste treinta e dos años, Señor spirital,

Mostrando los miráclos, por én avemos qué fablar,

Del agua fezist vino e de la piedra pan,

Resuçitest a Lázaro, ca fue tu voluntad,

A los judíos te dexeste prender, do dizen monte Calvarie

Pusiéronte en cruz, por nombre en Golgotá,

Dos ladrones contigo, éstos de señas partes,

El uno es en paraíso, ca el otro non entró allá,

Estando en la cruz vertud fezist muy grant,

Longinos era çiego, que nunquas’ vio alguandre,

Diot’ con la lança en el costado, dont ixió la sangre,

Corrió la sangre por el astil ayuso, las manos se ovo de untar,

Alçólas arriba, llególas a la faz,

Abrió sos ojos, cató a todas partes,

En ti crovo al ora, por end es salvo de mal.

En el monumento resuçitest e fust a los infiernos,

Commo fue tu voluntad,

Quebranteste las puertas e saqueste los padres santos.

Tú eres rey de los reyes e de tod el mundo padre,

A ti adoro e creo de toda voluntad,

E ruego a San Peidro que me ajude a rogar

Por mio Çid el Campeador, que Dios le curie de mal,

Quando oy nos partimos, en vida nos faz juntar.–
–O Señor glorioso, Padre que en cielo estás,

Hiciste cielo y tierra, el tercero el mar,

Hiciste estrellas y luna, y el sol para calentar,

Te encarnaste en Santa María madre,

En Belén apareciste, como fue tu voluntad,

Pastores te glorificaron, te tuvieron que loar,

Tres reyes de Arabia te vinieron a adorar,

Melchor y Gaspar y Baltasar, oro e incienso y mirra

Te ofrecieron, como fue tu voluntad.

Salvaste a Jonás cuando cayó en la mar,

Salvaste a Daniel con los leones en la mala cárcel,

Salvaste dentro de Roma al señor San Sebastián,

Salvaste a Santa Susana del falso criminal,

Por tierra anduviste treinta y dos años, Señor espiritual,

Mostrando los milagros, por ende tenemos qué hablar,

Del agua hiciste vino y de la piedra pan,

Resucitaste a Lázaro, porque fue tu voluntad,

A los judíos te dejaste prender, donde dicen monte Calvario

Te pusieron en cruz, por nombre en Gólgota,

Dos ladrones contigo, éstos de sendas partes,

El uno es en paraíso, porque el otro no entró allá,

Estando en la cruz virtud hiciste muy grande,

Longinos era ciego, que nunca se vio jamás,

Te dio con la lanza en el costado, donde salió la sangre,

Corrió la sangre por el astil abajo, las manos se las tuvo que untar,

Las alzó arriba, las elevó a la faz,

Abrió sus ojos, miró a todas partes,

En ti creyó entonces, por ende es salvado de mal.

En el monumento resucitaste y fuiste a los infiernos,

Como fue tu voluntad,

Quebrantaste las puertas y sacaste los padres santos. 

Tú eres rey de los reyes y padre de todo el mundo,

A ti te adoro y creo de toda voluntad,

Y ruego a San Pedro que me ayude a rogar

Por mi Cid el Campeador, que Dios le cure de mal,

Cuando hoy nos partamos, en vida haznos juntar.–